# Philodromus mississippianus
Espèce
Philodromus mississippianus est une espèce d'araignées aranéomorphes de la famille des Philodromidae.

## Distribution
Cette espèce est endémique du Mississippi aux États-Unis,.

## Étymologie
Son nom d'espèce lui a été donné en référence au lieu de sa découverte, le Mississippi.

## Publication originale
- Dondale & Redner, 1969 : The infuscatus and dispar groups of the spider genus Philodromus in North and Central America and the West Indies (Araneida: Thomisidae). The Canadian Entomologist, vol. 101, p. 921-954.